# Martha Kühne
Martha Kühne (* 6. März 1888 in Leipzig als Martha Hähnel; † 22. Januar 1961 ebenda) war eine deutsche Politikerin (KPD) und von 1930 bis 1933 Abgeordnete des Sächsischen Landtages.

## Leben
Martha Hähnel war zunächst als Hausangestellte und Textilarbeiterin und nach dem Besuch der Handelsschule als Stenotypistin bei Leipziger Rechtsanwälten tätig. 1917 trat sie der USPD und nach der Vereinigung ihrer Partei 1920 der KPD bei. Von März 1930 bis Dezember 1932 war sie Stadtverordnete der KPD in Leipzig. Von 1930 bis 1933 war sie Abgeordnete der KPD im Sächsischen Landtag.
Nach der „Machtergreifung“ der Nationalsozialisten floh sie mit ihrem Lebenspartner Bernhard Richter im April 1933 nach Prag. Im Juni des gleichen Jahres emigrierten beide in die UdSSR. Kühne war dort als Angestellte des Marx-Engels-Lenin-Instituts tätig.
Im Rahmen des Großen Terrors wurde ihr Lebensgefährte verhaftet, der „konterrevolutionären Tätigkeit und Spionage für Deutschland“ beschuldigt und am 10. August 1938 in Butowo erschossen. Da sie zu ihm hielt, wurde sie aus der KPD ausgeschlossen. Im Oktober 1940 gelang ihr die Ausreise nach Deutschland, wo sie nach ihrem Grenzübertritt in Tilsit verhaftet und am 19. April 1941 vom Oberlandesgericht Dresden zu anderthalb Jahren Gefängnis verurteilt wurde. Im April 1942 wurde sie ins KZ Ravensbrück eingeliefert, aus dem sie von der Roten Armee im April 1945 befreit wurde.
1945 wurde Kühne wieder Mitglied der KPD. Bis 1957 war sie in einer Leipziger Firma als Reinemachefrau, später als Hilfslehrausbilderin für Wirtschaftslehrlinge tätig. Bereits im März 1946 wurde sie wegen „Kritik an der Sowjetunion“ und „schlechter Haltung im KZ Ravensbrück“ aus der KPD ausgeschlossen, ihr wurde auch die Anerkennung als Opfer des Faschismus aberkannt. 1952 wurde sie wieder in die SED aufgenommen, erhielt aber erst 1957 wieder den Status als Verfolgte des Naziregimes, später noch die Medaille „Kämpfer gegen den Faschismus“.